# Гней Квінкцій Капітолін
Гней Кві́нкцій Капітолі́н (також відомий як Гней Квінтілій Вар, лат. Gnaeus Quinctius Capitolinus / Cnaeus Quintilius Varus; IV століття до н. е.) — політичний, державний і військовий діяч Римської республіки, диктатор 331 року до н. е.

## Біографія
Походив з роду патриціанського роду Квінтіліїв/Квінкціїв. Про молоді роки його, батьків відомостей немає.
331 року до н. е. його було обрано диктатором для релігійного дійства — забивання цвяха в храмі Юпітера (лат. clavi figendi causa). Його заступником — начальником кінноти став Луцій Валерій Потіт. Його призначення відбулось через виникнення в Римі незрозумілої хвороби, яка призвела до загибелі багатьох громадян. У її виникненні і поширенні звинуватили гіпотетичну змову римських матрон, які начебто поширювали в місті отруту. Через це було звинувачено 170 матрон, а ще велика невідома кількість їх наклала на себе руки. Через це було вирішено, що для припинення хвороби має бути проведений відповідний храмовий ритуал, що й здійснив обраний диктатор Гней Квінкцій.
З того часу про подальшу долю Гнея Квінкція Капітоліна згадок немає.